# فيليكسدورف
فيليكسدورف (بالألمانية: Felixdorf) هي بلدية في منطقة وينر نيوستادت لاند في ولاية النمسا السفلى.